# Resistência durante a Segunda Guerra Mundial
Durante a Segunda Guerra Mundial, o movimento de resistência ocorreu na Europa ocupada pelos alemães por uma variedade de meios, que vão desde a não cooperação à propaganda, ocultação de pilotos acidentados e até mesmo à guerra aberta e à recaptura de cidades. Em muitos países, os movimentos de resistência eram por vezes também referidos como "O Subterrâneo".
Os movimentos de resistência na Segunda Guerra Mundial podem ser divididos em dois campos principais politicamente polarizados: a resistência antifascista internacionalista e geralmente liderada pelo partido comunista que existiu em quase todos os países do mundo; e os vários grupos nacionalistas em países ocupados pela Alemanha ou pela União Soviética, como a República da Polônia, que se opunham tanto à Alemanha Nazista como aos comunistas.
Entre os movimentos de resistência mais notáveis estavam os Partidários Iugoslavos, os Partidários Soviéticos, a Resistência Polonesa (incluindo o Exército da Pátria Polonês, que iniciou a Revolta de Varsóvia em 1 de agosto de 1944, Leśni, e o grande Estado Subterrâneo Polonês); a Resistência Chinesa, a Resistenza italiana (liderada principalmente pela CLN italiana); a Resistência Judaica em vários territórios ocupados pelos alemães, a Resistência Coreana na Coreia ocupada pelo Japão e na Zona Chinesa, a Resistência Grega, a Resistência Francesa, a Resistência Belga, a Resistência Norueguesa, a Resistência Dinamarquesa, a Resistência Checa, a Resistência Albanesa, a Resistência Holandesa (especialmente a "LO"; Organização Nacional de Ocultação) e a oposição politicamente perseguida na própria Alemanha (havia 16 grupos principais de resistência e pelo menos 27 tentativas falhadas de assassinar Hitler, com muitas mais planeadas).
Muitos países tinham movimentos de resistência dedicados a combater ou minar os invasores do Eixo, e a própria Alemanha Nazista também tinha um movimento antinazista. Embora a Grã-Bretanha não tenha sido ocupada durante a guerra, os britânicos fizeram preparativos complexos para um movimento de resistência britânico. A organização principal foi criada pelo Serviço Secreto de Inteligência (SIS, também conhecido como MI6) e agora é conhecida como Seção VII. Além disso, havia uma força de comando secreta de curto prazo chamada Unidades Auxiliares. Várias organizações também foram formadas para estabelecer células de resistência estrangeiras ou apoiar movimentos de resistência existentes, como o Executivo Britânico de Operações Especiais e o Escritório Americano de Serviços Estratégicos (o precursor da Agência Central de Inteligência).
Houve também movimentos de resistência lutando contra os invasores aliados. Na África Oriental Italiana, depois dos italianos terem sido derrotados durante a Campanha da África Oriental, alguns soldados e colonos italianos participaram numa guerra de guerrilha contra os Aliados de 1941 a 1943. Embora o movimento de resistência nazista alemão Werwolf nunca tenha sido grande coisa, o Volkssturm alemão desempenhou um papel extenso na Batalha de Berlim. Os "Irmãos da Floresta" da Estônia, Letônia e Lituânia incluíam muitos combatentes que operaram contra a ocupação soviética dos Estados Bálticos na década de 1960. Durante ou após a guerra, resistência anti-soviética semelhante surgiu em lugares como Romênia, Polônia, Bulgária, Ucrânia e Chechênia.
Embora os historiadores e os governos de alguns países europeus tenham tentado retratar a resistência à ocupação nazista como generalizada entre as suas populações, apenas uma pequena minoria de pessoas participou na resistência organizada, estimada em um a três por cento da população dos países da Europa Ocidental. Na Europa Oriental, onde o regime nazi era mais opressivo, uma percentagem maior de pessoas participava em movimentos de resistência organizados, por exemplo, cerca de 10-15 por cento da população polaca. A resistência passiva pela não cooperação com os ocupantes era muito mais comum.

## Organização
Após o primeiro choque que se seguiu à Blitzkrieg, as pessoas começaram lentamente a organizar-se, tanto localmente como em maior escala, especialmente quando judeus e outros grupos começaram a ser deportados e usados como Arbeitseinsatz (trabalho forçado para os alemães). A organização era perigosa, por isso a maioria das ações de resistência era realizada por indivíduos. As possibilidades dependiam muito do terreno; onde havia grandes extensões de terra desabitada, especialmente colinas e florestas, a resistência poderia organizar-se mais facilmente sem ser detectada; isto favoreceu em particular os guerrilheiros soviéticos na Europa Oriental. Nos países mais densamente povoados, como os Países Baixos, a natureza selvagem de Biesbosch foi usada. No norte da Itália, tanto os Alpes como os Apeninos ofereceram abrigo às brigadas partidárias, embora muitos grupos operassem diretamente dentro das grandes cidades.
Existiam muitos tipos diferentes de grupos, cuja atividade variava desde ajuda humanitária até à resistência armada, e por vezes cooperavam em graus variados. A resistência geralmente surgiu espontaneamente, mas foi encorajada e ajudada por Londres e Moscou.

## Tamanho
Os cinco maiores movimentos de resistência na Europa foram os holandeses, os franceses, os polacos, os soviéticos e os iugoslavos; no geral, seu tamanho pode ser visto como comparável, especialmente nos anos 1941-1944.
Várias fontes observam que o Exército da Pátria Polonês foi o maior movimento de resistência na Europa ocupada pelos nazistas. Norman Davies escreve que o "Armia Krajowa (Exército da Pátria), o AK,... poderia reivindicar ser a maior das [organizações] de resistência europeias." Gregor Dallas escreve que o "Exército da Pátria (Armia Krajowa ou AK) no final de 1943 contava com cerca de 400.000, tornando-o a maior organização de resistência na Europa." Mark Wyman escreve que o "Armia Krajowa foi considerado a maior unidade de resistência subterrânea na Europa durante a guerra." No entanto, o número de guerrilheiros soviéticos era muito semelhante ao da resistência polonesa, assim como o número de guerrilheiros iugoslavos. Para a Resistência Francesa, François Marcot arriscou uma estimativa de 200.000 ativistas e mais 300.000 com envolvimento substancial nas operações da Resistência. Para a Resistência em Itália, Giovanni di Capua estima que, em Agosto de 1944, o número de partidários atingiu cerca de 100.000, e aumentou para mais de 250.000 com a insurreição final em Abril de 1945.

## Formas de resistência
As várias formas de resistência foram:
- Não-violenta
  - Sabotagem - o Arbeitseinsatz ("Contribuição de Trabalho") forçou os moradores locais a trabalhar para os alemães, mas o trabalho muitas vezes era feito de forma lenta ou intencionalmente mal
  - Greves e manifestações
  - Baseado em organizações existentes, como igrejas, estudantes, comunistas e médicos (resistência profissional)
- Armada
  - invasões a escritórios de distribuição para obter cupons de alimentação ou vários documentos, como Ausweise, ou a cartórios de registro de nascimento para se livrar de informações sobre judeus e outras pessoas a quem os nazistas prestaram atenção especial
  - libertação temporária de áreas, como na Iugoslávia, Paris e norte da Itália, ocasionalmente em cooperação com as forças aliadas
  - revoltas como em Varsóvia em 1943 e 1944, e em campos de extermínio como em Sobibor em 1943 e Auschwitz em 1944
  - continuação da batalha e da guerra de guerrilha, como os guerrilheiros na URSS e na Iugoslávia e os Maquis na França
- Espionagem, incluindo o envio de relatórios de importância militar (por exemplo, movimentos de tropas, boletins meteorológicos etc.)
- Imprensa ilegal para combater a propaganda nazista
- Propaganda antinazista, incluindo filmes, por exemplo, filme colorido antinazista Calling Mr. Smith (1943) sobre os atuais crimes nazistas na Polônia ocupada pelos alemães.
- Escuta secreta de transmissões da BBC para boletins de notícias e mensagens codificadas
- Resistência política para preparar a reorganização após a guerra
- Ajudar as pessoas a esconderem-se (por exemplo, para escaparem ao Arbeitseinsatz ou à deportação) — esta era uma das principais actividades nos Países Baixos, devido ao grande número de judeus e ao alto nível de administração, o que tornava fácil aos alemães a identificar judeus.
- Linhas de fuga e evasão para ajudar militares aliados presos atrás das linhas do Eixo
- Ajudar prisioneiros de guerra com suprimentos ilegais, fugas, comunicação, etc.
- Falsificação de documentos

## Operações de resistência

### 1939–1940

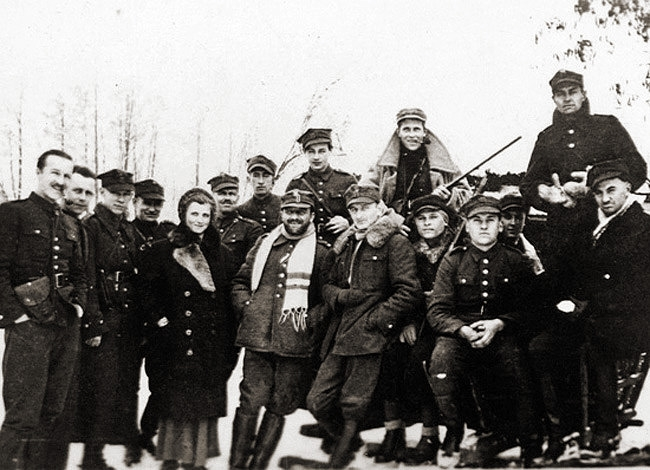
O primeiro partidário da Segunda Guerra Mundial Hubal e sua unidade na Polônia no inverno de 1939

No dia 15 de Setembro de 1939, um membro do movimento de resistência checo, Ctibor Novák, plantou dispositivos explosivos em Berlim. Sua primeira bomba detonou em frente ao Ministério da Aeronáutica e a segunda detonou em frente à sede da polícia. Ambos os edifícios foram danificados e muitos alemães ficaram feridos.
No dia 28 de Outubro de 1939 (aniversário da criação da Checoslováquia em 1918) tiveram lugar em Praga grandes manifestações contra a ocupação nazi, envolvendo aproximadamente 100.000 checos. Manifestantes lotaram as ruas da cidade. A polícia alemã teve que dispersar os manifestantes e começou a atirar à noite. A primeira vítima foi o padeiro Václav Sedláček, morto a tiros. A segunda vítima foi o estudante Jan Opletal, que ficou gravemente ferido, morrendo posteriormente em 11 de novembro. Outras 15 pessoas ficaram gravemente feridas e centenas de pessoas sofreram ferimentos leves. Aproximadamente 400 pessoas foram presas.
Em março de 1940, uma unidade partidária da primeira organização guerrilheira da Segunda Guerra Mundial na Europa, a Unidade Destacada do Exército Polaco, liderada pelo Major Henryk Dobrzański (Hubal) derrotou um batalhão de infantaria alemã numa escaramuça perto da aldeia polaca de Hucisko. Poucos dias depois, numa emboscada perto da aldeia de Szałasy, infligiu pesadas baixas a outra unidade alemã. Com o passar do tempo, as forças de resistência cresceram em tamanho e número. Para combater esta ameaça, as autoridades alemãs formaram uma unidade especial antipartidária de 1.000 homens de forças combinadas SS - Wehrmacht, incluindo um grupo Panzer. Embora a unidade de Dobrzański nunca tenha ultrapassado 300 homens, os alemães colocaram pelo menos 8.000 homens na área para protegê-la.
Em 1940, Witold Pilecki, da resistência polonesa, apresentou aos seus superiores um plano para entrar no campo de concentração alemão de Auschwitz, coletar informações de dentro do campo e organizar a resistência dos presos. O Exército da Pátria aprovou este plano, forneceu-lhe um bilhete de identidade falso e, em 19 de Setembro de 1940, ele saiu deliberadamente durante uma rusga de rua em Varsóvia-łapanka, sendo capturado pelos alemães juntamente com outros civis e enviado para Auschwitz. No campo ele organizou a organização clandestina Związek Organizacji Wojskowej (ZOW). A partir de outubro de 1940, a ZOW enviou os primeiros relatórios sobre o campo e seu genocídio ao Quartel-General do Exército da Pátria em Varsóvia, através da rede de resistência organizada em Auschwitz.
Na noite de 21 para 22 de janeiro de 1940, na cidade podoliana de Czortków, ocupada pelos soviéticos, a Revolta de Czortków começou. Foi o primeiro levante polonês e o primeiro levante anti-soviético da Segunda Guerra Mundial. Polacos anti-soviéticos, a maioria deles adolescentes de escolas secundárias locais, invadiram o quartel local do Exército Vermelho e uma prisão, a fim de libertar os soldados polacos ali mantidos.
1940 foi o ano do estabelecimento do Gueto de Varsóvia e do infame campo de extermínio de Auschwitz-Birkenau pelos nazistas alemães na Polônia ocupada. Entre as muitas atividades da resistência polonesa e do povo polonês, uma estava ajudando judeus ameaçados de extinção. Os cidadãos polacos têm a maior contagem mundial de indivíduos que foram reconhecidos como Justos entre as Nações pelo Yad Vashem como não-judeus que arriscaram as suas vidas para salvar os judeus do extermínio durante o Holocausto.
Um dos acontecimentos que ajudou ao crescimento da Resistência Francesa foi o ataque aos judeus franceses, comunistas, ciganos, homossexuais, católicos e outros, forçando muitos a esconderem-se. Isto, por sua vez, deu à Resistência Francesa novas pessoas para incorporar nas suas estruturas políticas.
Por volta de maio de 1940, um grupo de resistência formou-se em torno do padre austríaco Heinrich Maier, que até 1944 transmitiu com muito sucesso os planos e locais de produção de foguetes V-2, tanques Tiger ou aviões (Messerschmitt Bf 109, Messerschmitt Me 163 Komet, etc.) aos Aliados, para que pudessem destruir estas importantes fábricas de forma direccionada e, por outro lado, para o pós-guerra que os Estados da Europa Central planearam. Muito cedo, eles transmitiram aos Aliados informações sobre o assassinato em massa dos judeus.
O Special Operations Executive foi uma organização britânica da Segunda Guerra Mundial. Após a aprovação do Gabinete, foi oficialmente formado pelo Ministro da Guerra Econômica, Hugh Dalton, em 22 de julho de 1940, para desenvolver um espírito de resistência nos países ocupados e preparar uma quinta-coluna de combatentes da resistência para se engajar na oposição aberta aos ocupantes naquele momento. que o Reino Unido conseguiu regressar ao continente. Para auxiliar no transporte de agentes e no abastecimento dos combatentes da resistência, foi desenvolvido um Serviço Especial da Força Aérea Real. Enquanto o SIS estava principalmente envolvido em espionagem, o SOE e os combatentes da resistência estavam orientados para o reconhecimento das defesas alemãs e para a sabotagem. Na Inglaterra, a SOE também esteve envolvida na formação das Unidades Auxiliares, uma organização de resistência ultrassecreta que ficaria para trás e que teria sido ativada no caso de uma invasão alemã da Grã-Bretanha. A SOE operou em todos os países ou antigos países ocupados ou atacados pelas forças do Eixo, exceto onde as linhas de demarcação foram acordadas com os principais aliados da Grã-Bretanha (a União Soviética e os Estados Unidos).
A organização foi oficialmente dissolvida em 15 de janeiro de 1946.

### 1941

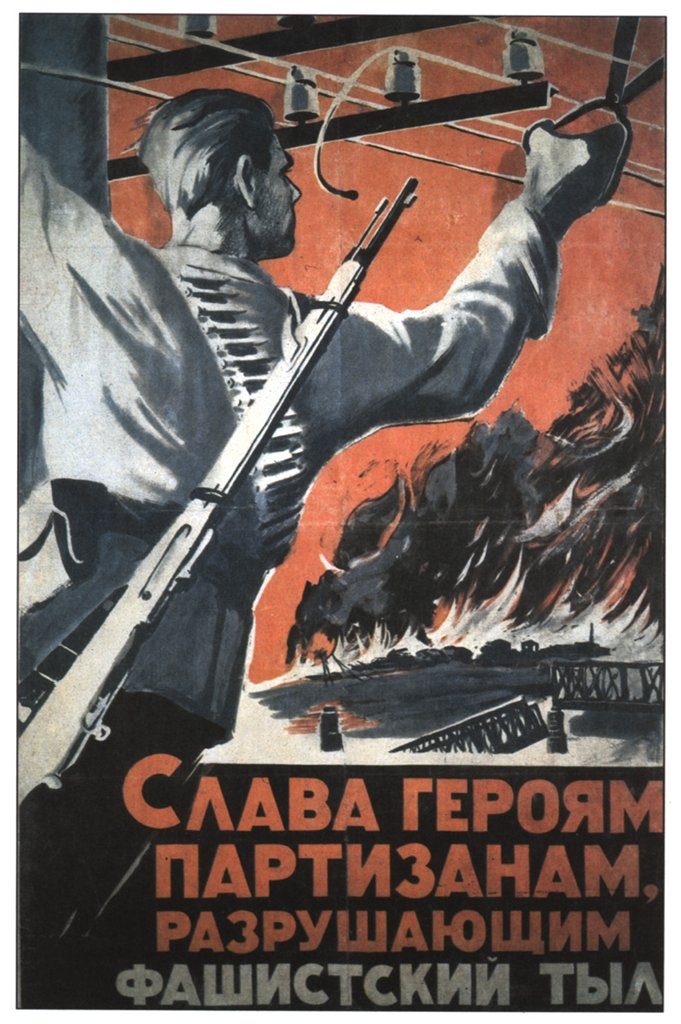
Um pôster soviético de 1941, convidando à ruptura da retaguarda inimiga e à resistência ativa nos territórios ocupados pelos alemães

Em fevereiro de 1941, o Partido Comunista Holandês organizou uma greve geral em Amsterdã e cidades vizinhas, conhecida como greve de fevereiro, em protesto contra as medidas antijudaicas da força de ocupação nazista e a violência dos combatentes de rua fascistas contra os judeus. Várias centenas de milhares de pessoas participaram da greve. A greve foi reprimida pelos nazistas e alguns participantes foram executados.
Em abril de 1941, a Frente de Libertação da Nação Eslovena foi estabelecida na província de Liubliana. O seu braço armado eram os Partidários Eslovenos. Representou tanto a classe trabalhadora como a etnia eslovena.
A partir de abril de 1941, o Gabinete de Informação e Propaganda da União para a Luta Armada iniciou na Polônia a Operação N liderada por Tadeusz Żenczykowski. A acção foi um complexo de actividades de sabotagem, subversão e propaganda negra levadas a cabo pela resistência polaca contra as forças de ocupação alemãs durante a Segunda Guerra Mundial.
A partir de Março de 1941, os relatórios de Witold Pilecki foram transmitidos através da resistência polaca ao governo polaco no exílio e, através dele, ao governo britânico em Londres e a outros governos aliados. Estes relatórios foram as primeiras informações sobre o Holocausto e a principal fonte de inteligência sobre Auschwitz para os Aliados Ocidentais.
Em maio de 1941, a Equipe de Resistência "Elevtheria" (Liberdade) foi criada em Salônica pelos políticos Paraskevas Barbas, Apostolos Tzanis, Ioannis Passalidis, Simos Kerasidis, Athanasios Fidas, Ioannis Evthimiadis e pelo oficial militar Dimitrios Psarros. Seu braço armado era composto por duas forças armadas; Athanasios Diakos liderado por Christodoulos Moschos (capitão "Petros"), operando em Kroussia; e Odysseas Androutsos liderado por Athanasios Genios (capitão "Lassanis"), operando em Visaltia.
A primeira revolta anti-soviética durante a Segunda Guerra Mundial começou em 22 de junho de 1941 (data de início da Operação Barbarossa) na Lituânia. No mesmo dia, o Destacamento Partidário de Libertação do Povo de Sisak foi formado na Croácia, perto da cidade de Sisak. Foi a primeira unidade partidária armada na Croácia.
A revolta iniciada pelos comunistas contra o Eixo começou na Sérvia ocupada pelos alemães em 7 de julho de 1941, e seis dias depois em Montenegro. A República de Užice (Ужичка република) foi um território iugoslavo libertado de curta duração, a primeira parte da Europa ocupada a ser libertada. Organizado como um mini-estado militar, existiu durante todo o outono de 1941 na parte ocidental da Sérvia. A República foi estabelecida pelo movimento de resistência partidária e o seu centro administrativo ficava na cidade de Užice. O governo era feito de "conselhos populares" (odbors), e os comunistas abriram escolas e publicaram um jornal, Borba (que significa "Luta"). Eles até conseguiram administrar um sistema postal e cerca de 145km da ferrovia e operava uma fábrica de munições nos cofres abaixo do banco em Užice.
Em julho de 1941, Mieczysław Słowikowski (usando o codinome "Rygor" - polonês para "Rigor") criou a "Agência África", uma das organizações de inteligência mais bem-sucedidas da Segunda Guerra Mundial. Seus aliados poloneses nesses esforços incluíam o tenente-coronel Gwido Langer e o major Maksymilian Ciężki. As informações coletadas pela Agência foram usadas pelos americanos e britânicos no planejamento dos desembarques anfíbios da Operação Tocha em novembro de 1942 no Norte da África.
Em 13 de julho de 1941, no Montenegro ocupado pelos italianos, o separatista montenegrino Sekula Drljević proclamou um Reino independente de Montenegro como uma província italiana, após o que se intensificou uma rebelião nacional levantada por guerrilheiros, oficiais reais iugoslavos e vários outros militares armados. Foi a primeira revolta armada organizada na Europa então ocupada e envolveu 32 mil pessoas. A maior parte de Montenegro foi rapidamente libertada, exceto as principais cidades onde as forças italianas estavam bem fortificadas. Em 12 de Agosto — depois de uma grande ofensiva italiana envolvendo 5 divisões e 30.000 soldados — a revolta ruiu à medida que as unidades se desintegravam; ocorreu má liderança, bem como colaboração. O número final do levante de 13 de julho em Montenegro foi de 735 mortos, 1.120 feridos e 2.070 italianos capturados e 72 mortos e 53 montenegrinos feridos.
Na Batalha de Loznica, 31 de agosto de 1941, os Chetniks atacaram e libertaram dos alemães a cidade de Loznica, na Sérvia ocupada pelos alemães. Vários alemães foram mortos e feridos; 93 foram capturados.
Em 11 de outubro de 1941, em Prilep ocupada pela Bulgária, os macedónios atacaram o posto da polícia de ocupação búlgara, o que foi o início da resistência macedónia contra os fascistas que ocuparam a Macedónia: alemães, italianos, búlgaros e albaneses. A resistência terminou com sucesso em agosto-novembro de 1944, quando o estado independente da Macedônia foi formado, que mais tarde foi adicionado à República Popular Federal da Iugoslávia.
Na altura em que Hitler emitiu o seu decreto anti-resistência Nacht und Nebel – no mesmo dia do ataque a Pearl Harbor, no Pacífico – o planeamento da Operação Antropóide britânica estava em curso, como um movimento de resistência para assassinar Reinhard Heydrich, o Vice-Protetor da Boémia. e Morávia e o chefe da Solução Final, pela resistência checa em Praga. Mais de quinze mil checos foram mortos em represálias, sendo os incidentes mais infames a destruição completa das cidades de Lídice e Ležáky.

### 1942
Em 16 de fevereiro de 1942, a Frente de Libertação Nacional liderada pelo Partido Comunista Grego (KKE) deu permissão a um veterano comunista, Athanasios (Thanasis) Klaras (mais tarde conhecido como Aris Velouchiotis) para examinar as possibilidades de um movimento de resistência armada, o que levou a a formação do Exército de Libertação do Povo Grego (ELAS). O ELAS iniciou ações contra as forças de ocupação alemãs e italianas na Grécia em 7 de junho de 1942. A ELAS cresceu e tornou-se o maior movimento de resistência contra os fascistas na Grécia.
A greve geral luxemburguesa de 1942 foi um movimento de resistência passiva organizado num curto período de tempo para protestar contra uma directiva que incorporava a juventude luxemburguesa na Wehrmacht. Uma greve geral nacional, originada principalmente em Wiltz, paralisou o país e forçou as autoridades ocupantes alemãs a responder violentamente, condenando 21 grevistas à morte.
Em 27 de maio de 1942 ocorreu a Operação Antropóide. Dois membros armados do exército checoslovaco no exílio (Jan Kubiš e Jozef Gabčík) tentaram assassinar o SS-Obergruppenführer Reinhard Heydrich. Heydrich não foi morto no local, mas morreu mais tarde no hospital devido aos ferimentos. Ele é o nazista mais bem classificado que foi assassinado durante a guerra.
Em setembro de 1942, o Conselho de Ajuda aos Judeus (Żegota) foi fundada por Zofia Kossak-Szczucka e Wanda Krahelska-Filipowicz ("Alinka") e composta por democratas poloneses, bem como por outros ativistas católicos. A Polônia era o único país da Europa ocupada onde existia uma organização secreta tão dedicada. Metade dos judeus que sobreviveram à guerra (portanto, mais de 50.000) foram ajudados de alguma forma por Żegota. A ativista mais conhecida de Żegota foi Irena Sendler, chefe da divisão infantil, que salvou 2.500 crianças judias contrabandeando-as para fora do gueto de Varsóvia, fornecendo-lhes documentos falsos e abrigando-as em lares infantis individuais e coletivos fora do gueto.
Na noite de 7 para 8 de outubro de 1942, a Operação Wieniec começou. Visava a infra-estrutura ferroviária perto de Varsóvia. Operações semelhantes destinadas a perturbar o transporte e a comunicação alemães na Polônia ocupada ocorreram nos meses e anos seguintes. Tinha como alvo ferrovias, pontes e depósitos de abastecimento, principalmente perto de centros de transporte como Varsóvia e Lublin.
Em 25 de Novembro, guerrilheiros gregos, com a ajuda de doze sabotadores britânicos, levaram a cabo uma operação bem-sucedida que interrompeu o transporte de munições alemão para o Corpo Africano Alemão sob o comando de Rommel — a destruição da ponte Gorgopotamos (Operação Harling).
Em 20 de junho de 1942, ocorreu a fuga mais espetacular do campo de concentração de Auschwitz. Quatro poloneses, Eugeniusz Bendera, Kazimierz Piechowski, Stanisław Gustaw Jaster e Józef Lempart fizeram uma fuga ousada. Os fugitivos estavam vestidos como membros da SS-Totenkopfverbände, totalmente armados e num carro do pessoal da SS. Eles saíram pelo portão principal em um automóvel Steyr 220 roubado de Rudolf Höß com um relatório contrabandeado de Witold Pilecki sobre o Holocausto. Os alemães nunca recapturaram nenhum deles.
A Revolta de Zamość foi uma revolta armada de Armia Krajowa e Bataliony Chłopskie contra a expulsão forçada dos poloneses da região de Zamość (Terras de Zamość, Zamojszczyzna) sob o Generalplan Ost. Alemães nazistas tentando remover os poloneses locais da área da Grande Zamosc (através de remoção forçada, transferência para campos de trabalhos forçados ou, em casos raros, assassinato em massa) para prepará-la para a colonização alemã. Durou de 1942 a 1944 e, apesar das pesadas baixas sofridas pela Resistência, os alemães falharam.

### 1943
Em meados de 1943, a resistência partidária aos alemães e aos seus aliados tinha crescido das dimensões de um mero incómodo para as de um factor importante na situação geral. Em muitas partes da Europa ocupada, a Alemanha sofria perdas às mãos de guerrilheiros que não podia suportar. Em nenhum lugar essas perdas foram maiores do que na Iugoslávia. —Basil Davidson

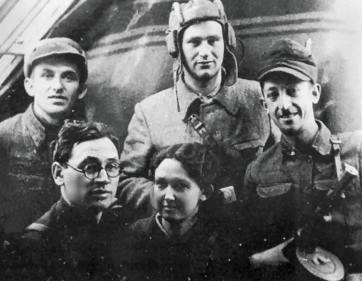
Bielorrússia, 1943. Um grupo partidário judeu da Brigada Chkalov.

No início de janeiro de 1943, o principal grupo operacional de 20.000 homens dos Partidários Iugoslavos, estacionado no oeste da Bósnia, foi atacado ferozmente por mais de 150.000 soldados alemães e do Eixo, apoiados por cerca de 200 aeronaves da Luftwaffe no que ficou conhecido como a Batalha de Neretva (o codinome alemão era "Fall Weiss" ou "Caso Branco" ). O Eixo reuniu onze divisões, seis alemãs, três italianas e duas divisões do Estado Independente da Croácia (apoiadas pelas formações Ustaše), bem como várias brigadas Chetnik. O objetivo era destruir o QG Partidário e o principal hospital de campanha (todos os feridos e prisioneiros Partidários enfrentavam execução certa), mas isso foi frustrado pelo desvio e retirada através do rio Neretva, planejado pelo comando supremo Partidário liderado pelo Marechal Josip Broz Tito. A principal força partidária escapou para a Sérvia.
Em 19 de abril de 1943, três membros do movimento de resistência belga conseguiram deter o vigésimo comboio, que foi o 20º transporte de prisioneiros na Bélgica organizado pelos alemães durante a Segunda Guerra Mundial. A ação excepcional de membros da resistência belga ocorreu para libertar civis judeus e ciganos ("Gypsy") que estavam sendo transportados de trem da base militar de Dossin localizada em Mechelen, na Bélgica, para o campo de concentração de Auschwitz. O 20º comboio transportou 1.631 judeus (homens, mulheres e crianças). Alguns dos prisioneiros conseguiram escapar e marcaram este tipo particular de acção de libertação do movimento de resistência belga como único na história europeia do Holocausto.
Uma das demonstrações mais corajosas e significativas de desafio público contra os nazis foi o resgate dos judeus dinamarqueses em Outubro de 1943. Quase todos os judeus dinamarqueses foram salvos dos campos de concentração pela resistência dinamarquesa. No entanto, a ação deveu-se em grande parte à intervenção pessoal do diplomata alemão Georg Ferdinand Duckwitz, que vazou notícias da pretendida prisão dos judeus tanto para a oposição dinamarquesa quanto para grupos judaicos e negociou com os suecos para garantir que os judeus dinamarqueses seriam aceitos na Suécia.
A Batalha de Sutjeska de 15 de maio a 16 de junho de 1943 foi um ataque conjunto das forças do Eixo que mais uma vez tentou destruir a principal força partidária iugoslava, perto do rio Sutjeska, no sudeste da Bósnia. O Eixo reuniu 127 mil soldados para a ofensiva, incluindo unidades alemãs, italianas, NDH, búlgaras e cossacas, bem como mais de 300 aviões (sob o comando operacional alemão), contra 18 mil soldados do principal grupo operacional dos Partidários Iugoslavos organizado em 16 brigadas. Enfrentando quase exclusivamente tropas alemãs no cerco final, os guerrilheiros iugoslavos finalmente conseguiram romper o rio Sutjeska através das linhas da 118ª Divisão Jäger alemã, 104ª Divisão Jäger e 369ª Divisão de Infantaria (croata) na direção noroeste, em direção ao leste da Bósnia. Três brigadas e o hospital central com mais de 2.000 feridos permaneceram cercados e, seguindo as instruções de Hitler, o comandante-chefe alemão, general Alexander Löhr, ordenou e executou a aniquilação, incluindo o pessoal médico ferido e desarmado. Além disso, as tropas partidárias sofreram com uma grave falta de alimentos e suprimentos médicos, e muitos foram acometidos pela febre tifóide. No entanto, o fracasso da ofensiva marcou um ponto de viragem para a Iugoslávia durante a Segunda Guerra Mundial.
Começou a Operação Heads - uma ação de assassinatos em série do pessoal nazista condenado à morte pelo tribunal clandestino por crimes contra cidadãos poloneses na Polônia ocupada. Os combatentes da Resistência da unidade Agat do Exército da Pátria mataram Franz Bürkl durante a Operação Bürkl. Bürkl era um SS alemão nazista de alto escalão e oficial da polícia secreta responsável pelo assassinato e interrogatório brutal de milhares de judeus poloneses e combatentes e apoiadores da resistência polonesa.
A Revolta do Gueto de Varsóvia pelos judeus do Gueto de Varsóvia durou de 19 de abril a 16 de maio e custou às forças nazistas 17 mortos e 93 feridos, segundo suas próprias contas, embora alguns números da resistência judaica afirmassem que as baixas alemãs foram muito maiores.

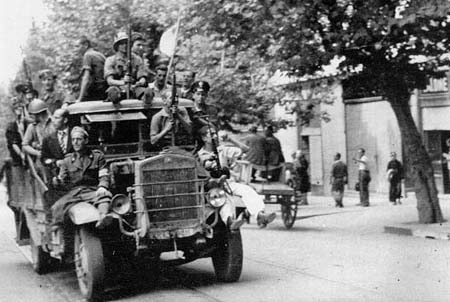
Itália, 1943. Partidários italianos comemorando a libertação de Nápoles.

Em 30 de Setembro, as forças alemãs que ocupavam a cidade italiana de Nápoles foram expulsas pelos habitantes da cidade e pela Resistência Italiana antes da chegada das primeiras forças Aliadas à cidade em 1 de Outubro. Esta revolta popular é conhecida como os Quatro Dias de Nápoles.
Em 9 de outubro de 1943, os guerrilheiros de Kinabalu lançaram a Revolta de Jesselton contra a ocupação japonesa do Bornéu britânico.
A partir de novembro de 1943, teve início a Operação Most III. O Armia Krajowa forneceu aos Aliados informações cruciais sobre o foguete alemão V-2. Com efeito, cerca de 50 kg das partes mais importantes do V-2 capturado, bem como o relatório final, análises, esboços e fotos, foram transportados para Brindisi por uma aeronave Douglas Dakota da Força Aérea Real. No final de julho de 1944, as peças do V-2 foram entregues em Londres.

### 1944

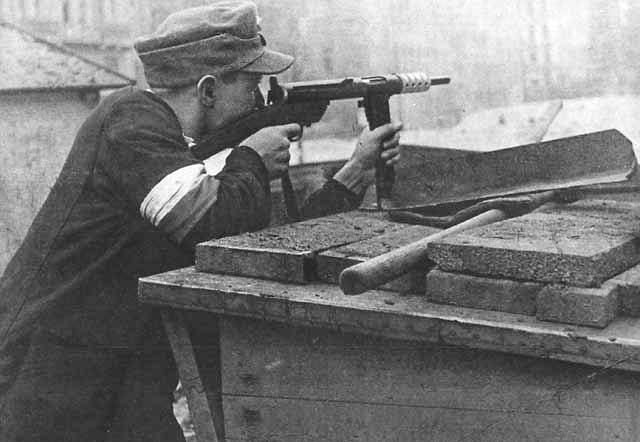
Membro do Exército da Pátria Polonês defendendo uma barricada no distrito de Powiśle, em Varsóvia, durante a Revolta de Varsóvia, agosto de 1944

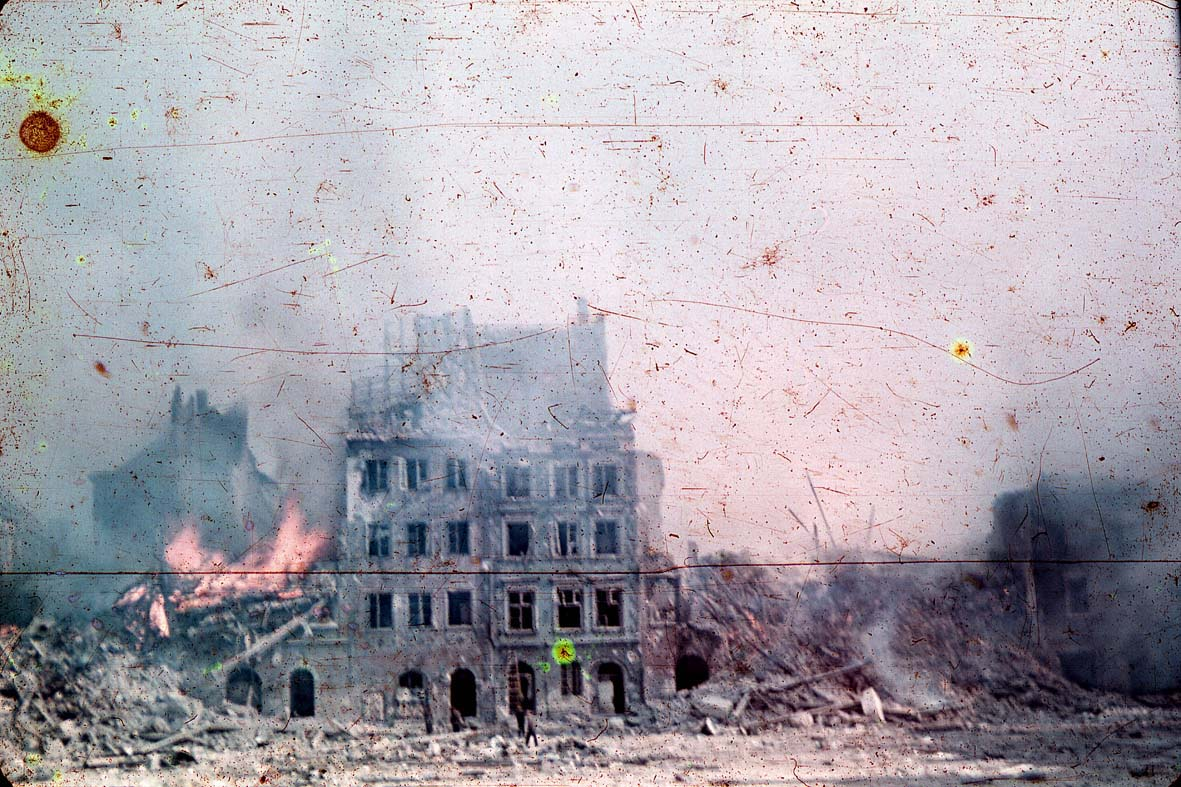
Revolta de Varsóvia, agosto de 1944

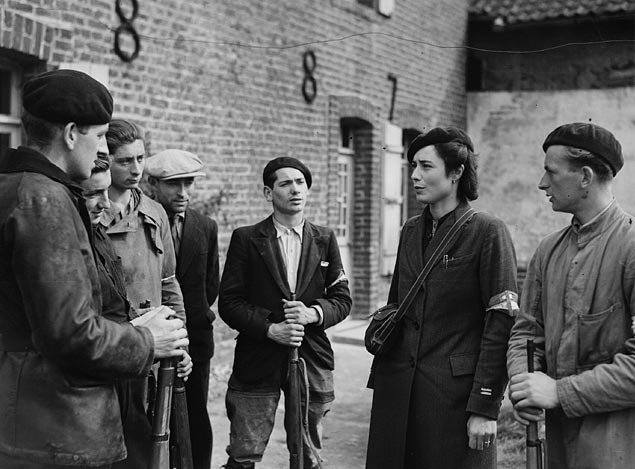
Membros do grupo de resistência francês Maquis em La Tresorerie, 14 de setembro de 1944, Boulogne

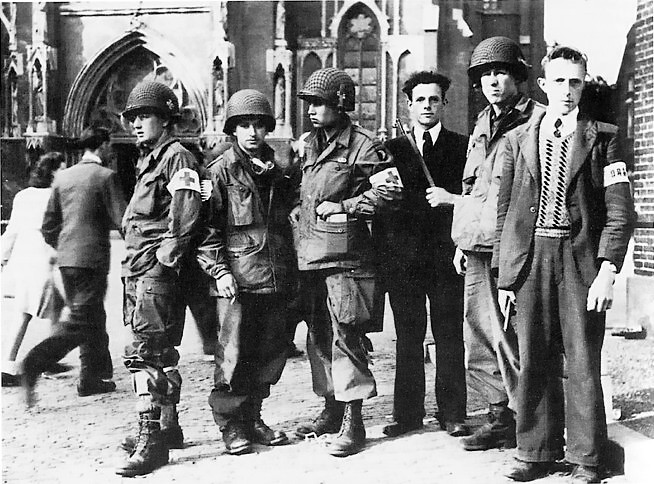
Membros da Resistência Holandesa com tropas da 101ª Divisão Aerotransportada dos EUA em frente à igreja Lambertus em Veghel durante a Operação Market Garden, setembro de 1944

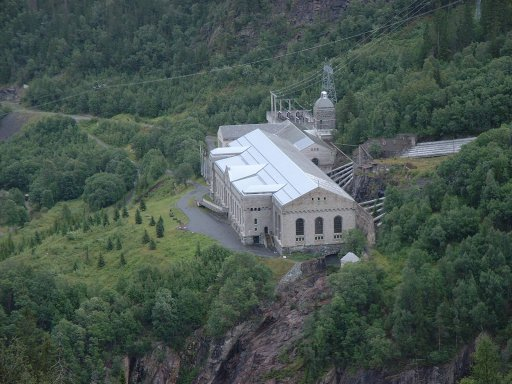
A usina hidrelétrica de Vemork, na Noruega, local de produção de água pesada e parte do programa nuclear alemão, sabotada pelos noruegueses entre 1942 e 1944

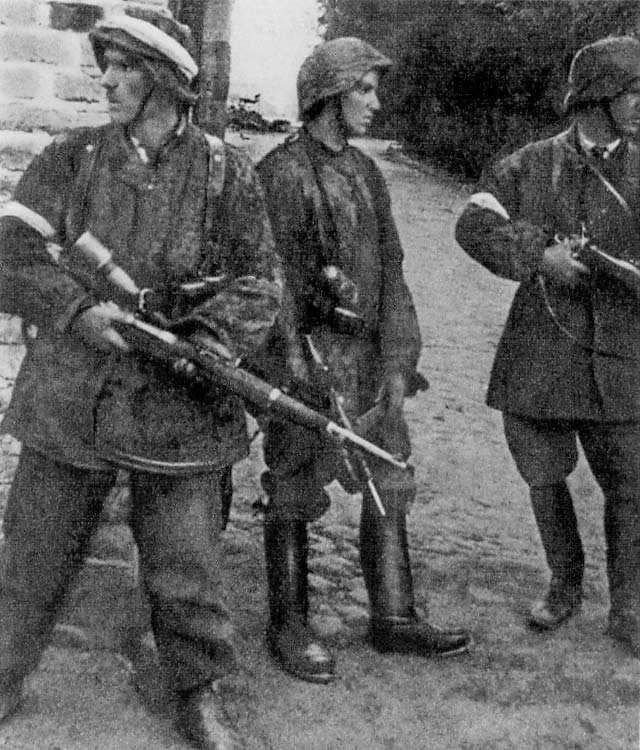
Soldados da resistência polonesa durante a Revolta de Varsóvia de 1944.

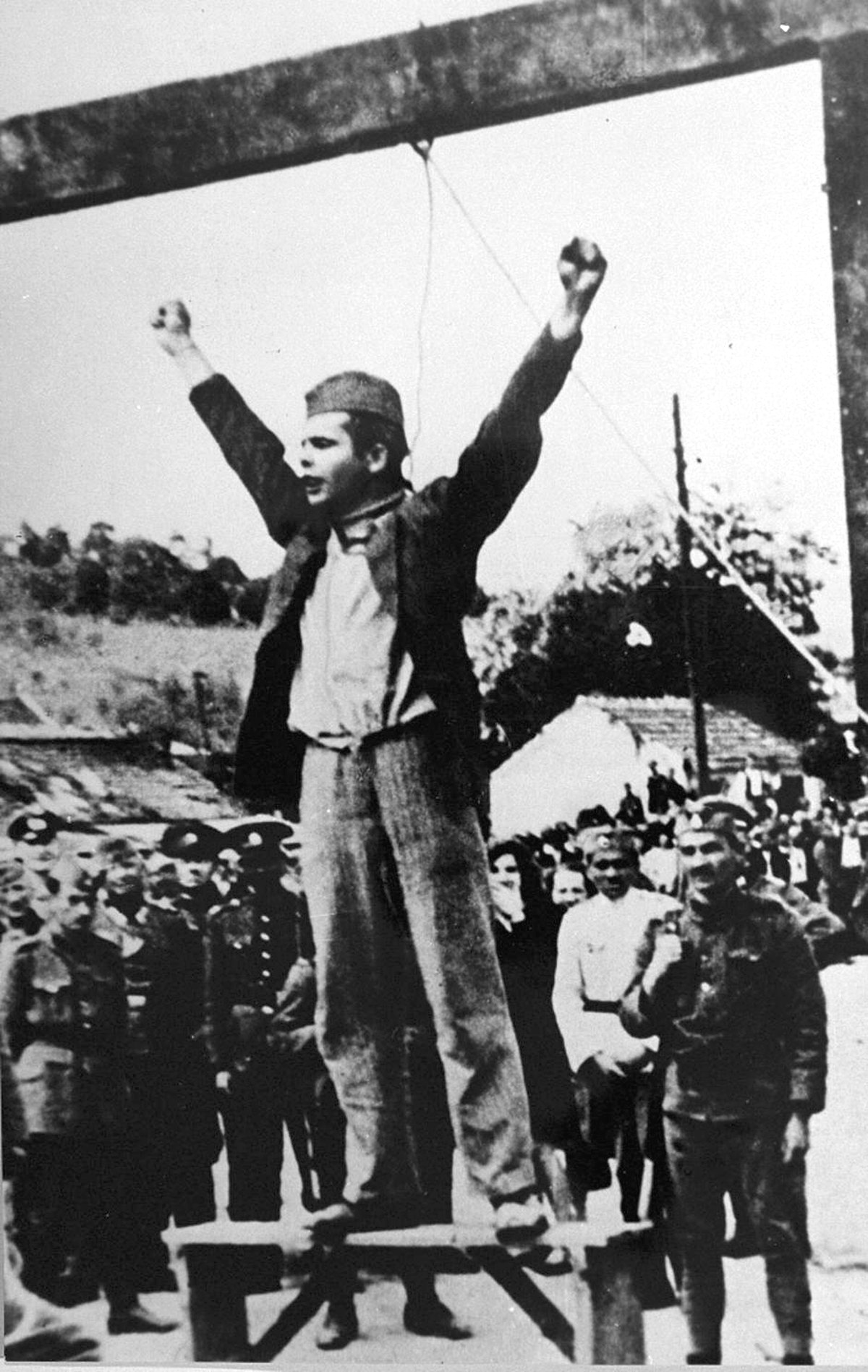
O partidário iugoslavo Stjepan "Stevo" Filipović gritando "Smrt fašizmu sloboda narodu!" (“Morte ao fascismo, liberdade ao povo!”) (o slogan partidário) segundos antes de sua morte.

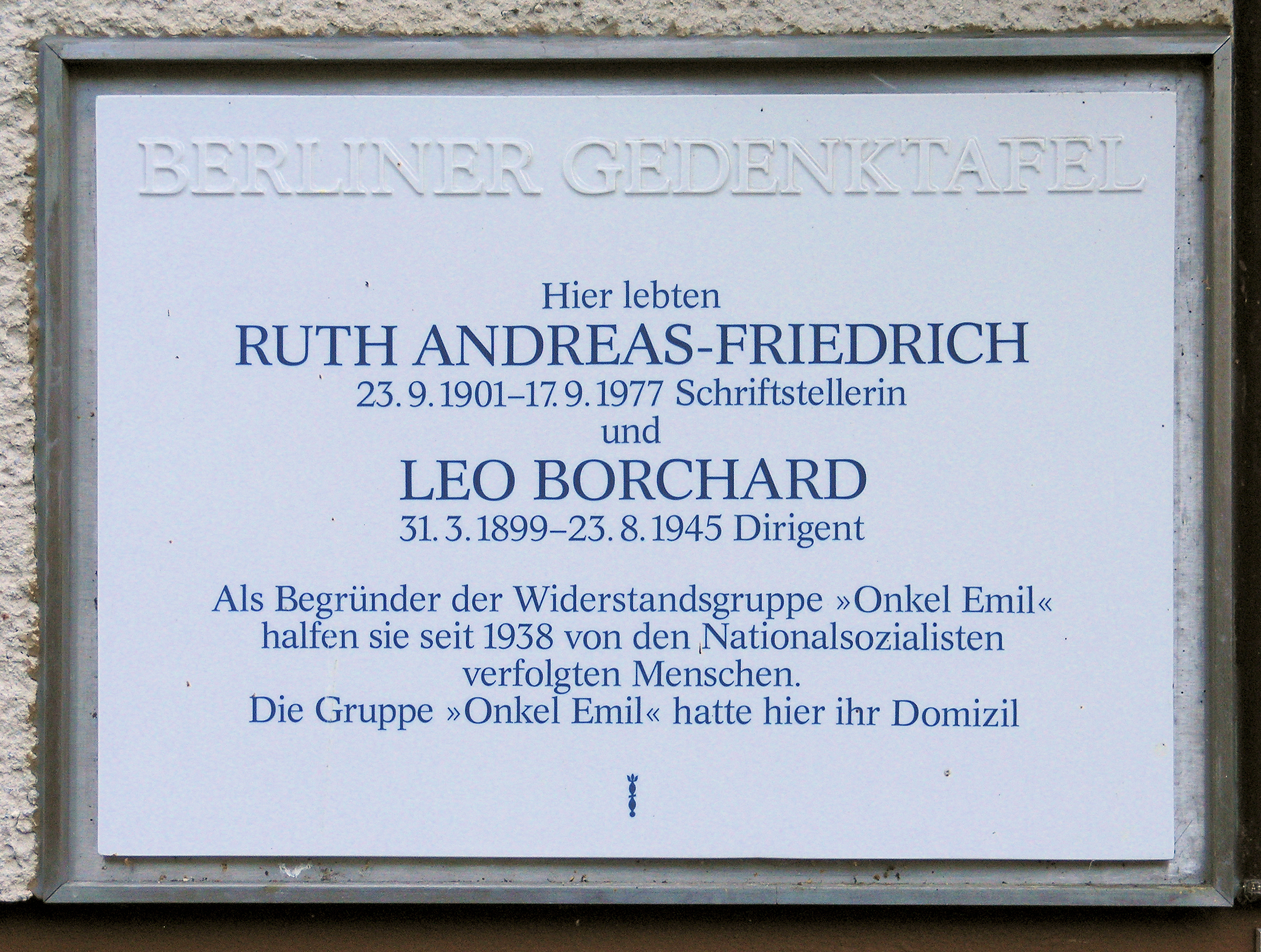
Placa memorial de Berlim, Ruth Andreas-Friedrich (Onkel Emil)

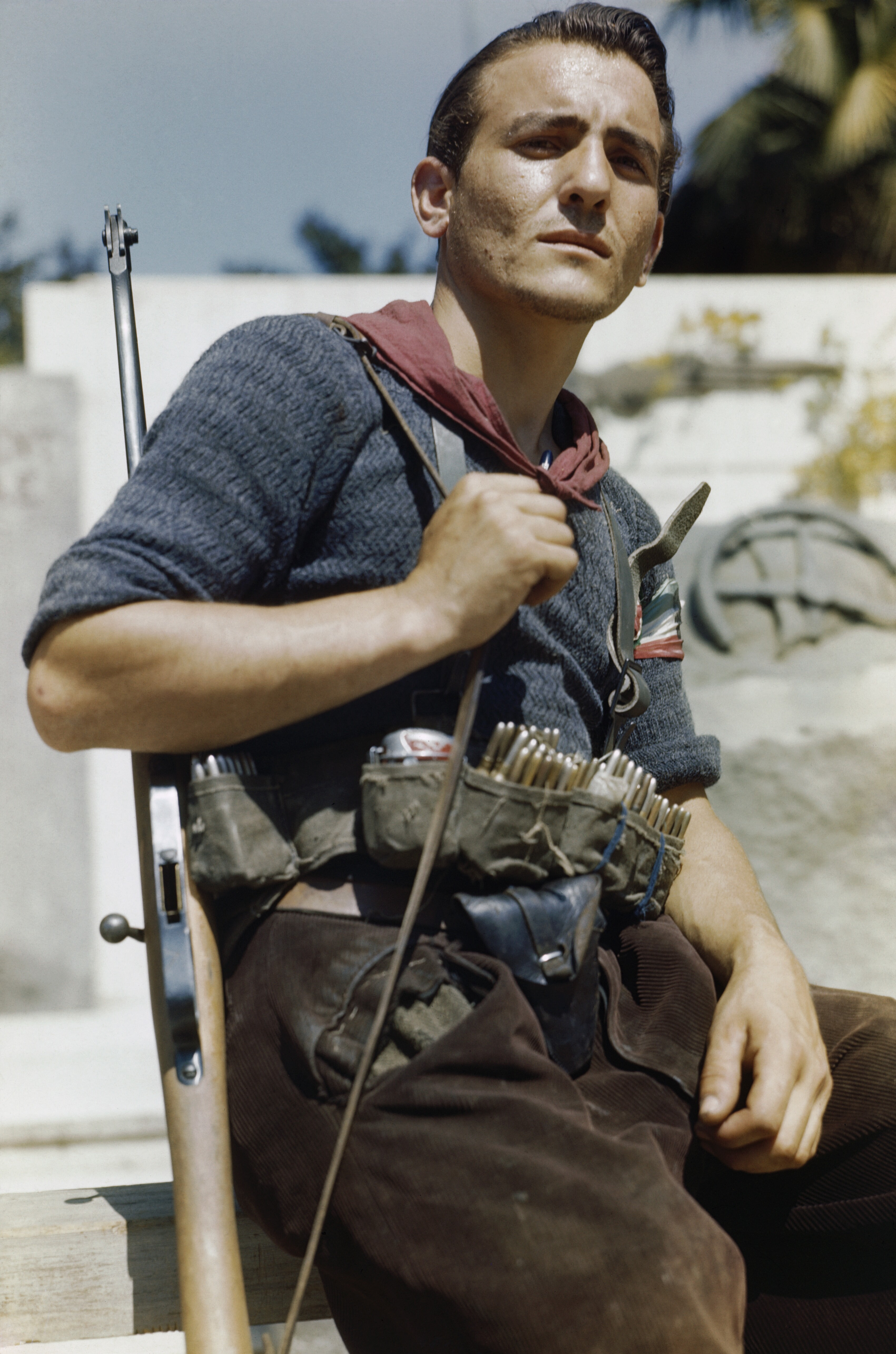
Um guerrilheiro italiano em Florença em 14 de agosto de 1944

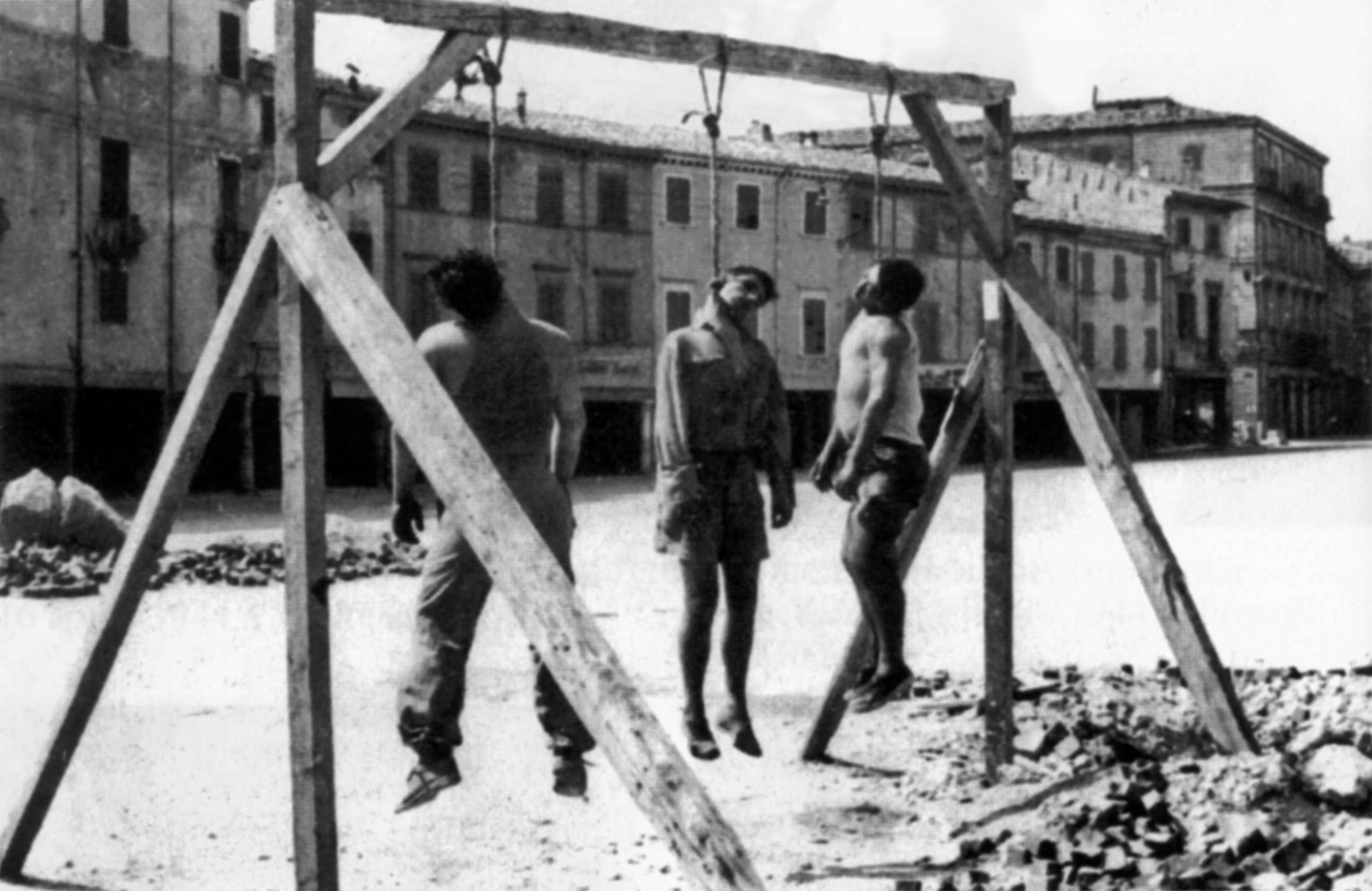
Três guerrilheiros italianos executados por enforcamento público em Rimini, agosto de 1944

Em 11 de fevereiro de 1944, os combatentes da Resistência da unidade Agat do Exército da Pátria executaram Franz Kutschera, SS e Chefe de Polícia do Reich em Varsóvia, em uma ação conhecida como Operação Kutschera.
Na primavera de 1944, os Aliados traçaram um plano para sequestrar o General Müller, cujas duras medidas repressivas lhe valeram o apelido de "o Açougueiro de Creta". A operação foi liderada pelo major Patrick Leigh Fermor, juntamente com o capitão W. Stanley Moss, agentes gregos da SOE e combatentes da resistência cretense. No entanto, Müller deixou a ilha antes que o plano pudesse ser executado. Implacável, Fermor decidiu sequestrar o General Heinrich Kreipe.
Na noite de 26 de Abril, o General Kreipe deixou o seu quartel-general em Archanes e dirigiu-se sem escolta para a sua residência bem guardada, "Villa Ariadni", aproximadamente 25 km fora de Heraclião. O Major Fermor e o Capitão Moss, vestidos como policiais militares alemães, esperavam por ele 1km antes de sua residência. Eles pediram ao motorista que parasse e pediram seus documentos. Assim que o carro parou, Fermor abriu rapidamente a porta de Kreipe, entrou correndo e o ameaçou com suas armas enquanto Moss ocupava o banco do motorista. Depois de percorrer alguma distância, os britânicos deixaram o carro, com material de isca adequado sendo plantado, sugerindo que uma fuga para fora da ilha havia sido feita por submarino, e com o General iniciou uma marcha através do país. Caçado por patrulhas alemãs, o grupo atravessou as montanhas para chegar ao lado sul da ilha, onde uma lancha britânica (ML 842, comandada por Brian Coleman) iria buscá-los. Eventualmente, em 14 de maio de 1944, eles foram recolhidos (na praia de Peristeres, perto de Rhodakino) e transferidos para o Egito.
Em abril-maio de 1944, as SS lançaram o ousado ataque aéreo a Drvar com o objetivo de capturar o marechal Josip Broz Tito, o comandante-chefe dos guerrilheiros iugoslavos, bem como perturbar sua liderança e estrutura de comando. O quartel-general dos Partidários ficava nas colinas perto de Drvar, na Bósnia, na época. Os representantes dos Aliados, os britânicos Randolph Churchill e Evelyn Waugh, também estiveram presentes. Unidades de comando de pára-quedas SS alemãs de elite abriram caminho até o quartel-general da caverna de Tito e trocaram tiros pesados, resultando em inúmeras vítimas de ambos os lados. Os chetniks comandados por Draža Mihailović também aderiram ao tiroteio na sua própria tentativa de capturar Tito. No momento em que as forças alemãs penetraram na caverna, porém, Tito já havia fugido do local. Ele tinha um trem esperando por ele que o levou à cidade de Jajce . Parece que Tito e sua equipe estavam bem preparados para emergências. Os comandos só conseguiram recuperar o uniforme de marechal de Tito, que mais tarde foi exibido em Viena. Depois de combates ferozes dentro e ao redor do cemitério do aldeão, os alemães conseguiram se unir às tropas da montanha. Naquela época, Tito, seus convidados britânicos e sobreviventes partidários foram festejados a bordo do contratorpedeiro HMS Blackmore da Marinha Real e seu capitão, tenente Carson, RN.
Uma intrincada série de operações de resistência foi lançada em França antes e durante a Operação Overlord. Em 5 de junho de 1944, a BBC transmitiu um grupo de frases incomuns, que os alemães sabiam serem palavras em código – possivelmente para a invasão da Normandia. A BBC transmitia regularmente centenas de mensagens pessoais, das quais apenas algumas eram realmente significativas. Poucos dias antes do Dia D, os comandantes da Resistência ouviram o primeiro verso do poema de Verlaine, "Chanson d'automne", "Les sanglots longs des violons de l'automne" (Longos soluços de violinos de outono), o que significava que o "dia" era iminente. Quando a segunda linha "Blessent mon cœur d'une langueur monotone" ( feriu meu coração com um langor monótono ) foi ouvida, a Resistência sabia que a invasão ocorreria nas próximas 48 horas. Eles então sabiam que era hora de cumprir suas respectivas missões pré-atribuídas. Por toda a França, grupos de resistência foram coordenados e vários grupos em todo o país aumentaram a sua sabotagem. As comunicações foram cortadas, os trens descarrilaram, as estradas, as torres de água e os depósitos de munições foram destruídos e as guarnições alemãs foram atacadas. Alguns transmitiram informações sobre as posições defensivas alemãs nas praias da Normandia aos comandantes americanos e britânicos por rádio, pouco antes de 6 de junho. A vitória não veio facilmente; em junho e julho, no planalto de Vercors, um grupo maquis recém-reforçado lutou contra mais de 10.000 soldados alemães (sem Waffen-SS) sob o comando do general Karl Pflaum e foi derrotado, com 840 baixas (639 combatentes e 201 civis). Após os assassinatos de Tulle, a companhia Waffen-SS do major Otto Diekmann destruiu a aldeia de Oradour-sur-Glane em 10 de junho. A resistência também ajudou na posterior invasão aliada no sul da França (Operação Dragão). Eles iniciaram insurreições em cidades como Paris quando as forças aliadas se aproximaram.
A Operação Halyard, que ocorreu entre agosto e dezembro de 1944, foi uma operação de transporte aéreo aliado atrás das linhas inimigas durante a Segunda Guerra Mundial conduzida por Chetniks na Iugoslávia ocupada. Em julho de 1944, o Escritório de Serviços Estratégicos (OSS) traçou planos para enviar uma equipe aos Chetniks liderada pelo General Draža Mihailović no Território do Comandante Militar ocupado pelos alemães na Sérvia com o propósito de evacuar os aviadores aliados abatidos naquela área. . Esta equipe, conhecida como equipe Halyard, era comandada pelo Tenente George Musulin, juntamente com o Sargento Michael Rajacich, e o Especialista Arthur Jibilian, o operador de rádio. A equipe foi destacada para a Décima Quinta Força Aérea dos Estados Unidos e designada como a 1ª Unidade de Resgate de Tripulação Aérea. Foi a maior operação de resgate de aviadores americanos da história. De acordo com o historiador Professor Jozo Tomasevich, um relatório apresentado ao OSS mostrou que 417 aviadores aliados que foram abatidos na Iugoslávia ocupada foram resgatados pelos Chetniks de Mihailović, e transportados de avião pela Décima Quinta Força Aérea. De acordo com o Tenente Comandante. Richard M. Kelly (OSS), no total, 432 funcionários dos EUA e 80 aliados foram transportados de avião durante a missão Halyard.
A Operação Tempestade lançada na Polónia em 1944 levaria a várias ações importantes por parte do Armia Krajowa, sendo a mais notável delas a Revolta de Varsóvia que ocorreu entre 1 de agosto e 2 de outubro, e fracassou devido à recusa soviética, devido a diferenças de ideologia, ajudar; Outra foi a Operação Ostra Brama: o Armia Krajowa ou Exército da Pátria transformou as armas que lhes foram dadas pelos alemães nazistas (na esperança de que eles lutassem contra os soviéticos que chegavam) contra os alemães nazistas - no final, o Exército da Pátria junto com as tropas soviéticas assumiram o controle da área da Grande Vilnius, para desespero dos lituanos.
Em 25 de junho de 1944, começou a Batalha de Osuchy - uma das maiores batalhas entre a resistência polonesa e a Alemanha Nazista na Polônia ocupada durante a Segunda Guerra Mundial, essencialmente uma continuação da Revolta de Zamosc. Durante a Operação Most III, em 1944, o Exército da Pátria ou Armia Krajowa forneceu aos britânicos as peças do foguete V-2.
As sabotagens norueguesas do programa nuclear alemão chegaram ao fim após três anos, em 20 de fevereiro de 1944, com o bombardeio sabotador da balsa SF Hydro. A balsa deveria transportar vagões com tambores de água pesados da usina hidrelétrica de Vemork, onde eram produzidos, através do Lago Tinn para que pudessem ser enviados para a Alemanha. O seu naufrágio acabou efetivamente com as ambições nucleares nazistas. A série de ataques à usina foi posteriormente apelidada pela SOE britânica como o ato de sabotagem de maior sucesso em toda a Segunda Guerra Mundial, e foi usada como base para o filme de guerra dos EUA Os Heróis de Telemark.
Como início da sua revolta, os rebeldes eslovacos entraram em Banská Bystrica na manhã de 30 de agosto de 1944, o segundo dia da rebelião, e fizeram dela o seu quartel-general. Em 10 de Setembro, os insurgentes ganharam o controlo de grandes áreas da Eslováquia central e oriental. Isso incluiu dois campos de aviação capturados. Como resultado da insurgência de duas semanas, a Força Aérea Soviética pôde começar a transportar equipamentos para guerrilheiros eslovacos e soviéticos.

## Movimentos de resistência durante a Segunda Guerra Mundial

### Albânia
- Movimento de resistência albanês
  - Movimento de Libertação Nacional da Albânia
  - Balli Kombëtar (movimentos de resistência anti-italianos e, posteriormente, anticomunistas e anti-iugoslavos)
  - Movimento da Legalidade

### Áustria
- Movimento de resistência austríaco (O5)
  - Österreichische Freiheitsfront
  - Vierergruppen

### Bélgica
- Resistência Belga
  - Armée Belge Reconstituée (ABR)
  - Armée secrète (AS)
  - Comet Line
  - Comité de Défense des Juifs (CDJ, Resistência judaica)
  - Front de l'Indépendance (FI)
  - Groupe G
  - Kempische Legioen (KL)
  - Légion Belge
  - Milices Patriotiques (MP-PM)
  - Mouvement National Belge (MNB)
  - Mouvement National Royaliste (MNR-NKB)
  - Organisation Militaire Belge de Résistance (OMBR)
  - Partisans Armés (PA)
  - Service D
  - Witte Brigade

### Bornéu
- Movimento de resistência de Bornéu

### Reino Unido[54][55]
- Seção D e Seção VII do SIS (organizações de Resistência planejadas)
- Unidades Auxiliares (força de comando oculta planejada para operar durante campanha militar anti-invasão)
- Resistência nas Ilhas do Canal ocupadas pelos alemães

### Bulgária
- Movimento de resistência búlgaro
- Goryani (resistência anticomunista de 1944)

### Birmânia
- Exército da Independência da Birmânia (anti-britânico)
- Liga da Liberdade Popular Antifascista
- Movimento de resistência checheno (anti-soviético)

### China
- Movimentos de resistência chineses
  - Exército Antijaponês para a Salvação do País
  - Exército de Salvação Nacional do Povo Chinês
  - Exército de Salvação Nacional de Heilungkiang
  - Exército de Autodefesa de Jilin
  - Exército de Salvação Nacional Antijaponês do Nordeste
  - Exército Unido Antijaponês do Nordeste
  - Exército Voluntário Popular Antijaponês do Nordeste
  - Exército Leal e Valente do Nordeste
  - Exército Revolucionário Popular do Nordeste
  - Voluntários Justos e Bravos Lutadores do Nordeste
  - Movimentos de resistência de Hong Kong
    - Gangjiu dadui (Brigada Hong Kong-Kowloon)
    - Coluna do Rio Leste (Guerrilha de Dongjiang, organização do Sul da China e Hong Kong)

  - Movimento de resistência islâmica contra o Japão
    - Destacamento Muçulmano (回民義勇隊 Huimin Zhidui)
    - Corpos Muçulmanos

### Tchecoslováquia
- Movimento de resistência tcheco

### Dinamarca
- Movimento de resistência dinamarquês

### Países Baixos
- Movimento de resistência holandês
  - Grupo Stijkel, um movimento de resistência holandês, que operou principalmente em torno da área de S-Gravenhage.
  - Resistência de Valkenburg

### Estônia
- Movimento de resistência da Estônia
- Irmãos da Floresta

### Finlândia
- Movimento de resistência pró-alemão na Finlândia

### França
- Movimento de resistência francês
  - Bureau Central de Renseignements et d'Action (BCRA)
  - Conseil National de la Résistance (CNR)
  - Francs-Tireurs et Partisans (FTP)
  - Exército de Libertação Francês (FFL)
  - Forças Francesas do Interior (FFI)
  - Maquis
  - Linha Pat O'Leary

### Alemanha
- Movimentos de resistência antinazistas alemães
  - Grupo Bästlein-Jacob-Abshagen
  - Schwarze Kapelle
  - Igreja Confessante
  - Piratas de Edelweiss
  - Grupo Ehrenfeld
  - União Europeia
  - Círculo de Kreisau
  - Comitê Nacional por uma Alemanha Livre
    - Comitê Antifascista por uma Alemanha Livre

  - Neu Beginnen
  - Orquestra vermelha
  - Grupo Robert Uhrig
  - Organização Saefkow-Jacob-Bästlein
  - Solf-Kreis
  - Vierergruppen
  - Rosa Branca

#### Resistência pró-nazista alemã em áreas ocupadas pelos Aliados
- Volkssturm – um grupo de resistência alemão e milícia criado pelo NSDAP perto do final da Segunda Guerra Mundial
- Werwolf – Movimento de resistência nazista alemão contra a ocupação aliada

### Grécia
- Resistência grega
  - Lista de organizações da Resistência Grega
  - Resistência cretense
  - Frente de Libertação Nacional (EAM) e Exército de Libertação do Povo Grego (ELAS), Forças de guerrilha da EAM
  - Liga Nacional Republicana Grega (EDES)
  - Libertação Nacional e Social (EKKA)

### Índia
- Movimentos de resistência indianos
  - Movimento Quit India
  - Azad Hind
    - Exército Nacional Indiano, é uma força armada que lutou pela independência da Índia com o Japão lutando contra as forças aliadas (principalmente contra a Grã-Bretanha) no Sudeste Asiático e ao longo das fronteiras orientais da Índia

### Indonésia
- Movimentos de resistência indonésios

### Itália
- Resistência italiana
  - Arditi del Popolo
  - Rede Assisi
  - Brigate Fiamme Verdi
  - Comitato di Liberazione Nazionale
  - Concentrazione Antifascista Italiana
  - DELASEM
  - Democrazia Cristiana
  - Quatro Dias de Nápoles
  - Giustizia e Libertà
  - Guerra Civil Italiana
  - Exército co-beligerante Italiano, Marinha e Força Aérea
  - Partido Comunista Italiano (PCI)
  - Repúblicas Partisans Italianas
  - Partido Socialista Italiano (PSI)
  - Partido Democrático Trabalhista (PDL)
  - Movimento Comunista d'Italia
  - Comitê de Libertação Nacional do Norte da Itália
  - Partito d'Azione
  - Scintilla

#### Resistência italiana contra os Aliados
- Brigadas Negras
- Guerra de guerrilha italiana na Etiópia

### Japão
- Resistência anti-imperial japonesa
  - Dissidência nas Forças Armadas do Império do Japão
  - Japoneses na resistência chinesa ao Império do Japão
    - Partido Comunista Japonês
    - Liga de Emancipação do Povo Japonês
    - Aliança Antiguerra do Povo Japonês
    - Liga para Elevar a Consciência Política das Tropas Japonesas

#### Resistência pró-imperial japonesa
- Resistências japonesas
- Corpo de Combate Voluntário

### Resistência Judaica
- Resistência judaica na Europa ocupada pelos alemães (transnacional)
  - Movimento de resistência em Auschwitz

### Coreia
- Movimento de resistência coreano
  - Governo Provisório da República da Coreia
    - Exército de Libertação da Coreia

  - Exército Voluntário Coreano

### Letônia
- Movimento de resistência letão
- Irmãos da Floresta

### Líbia
- Movimento de resistência da Líbia

### Lituânia
- Resistência na Lituânia durante a Segunda Guerra Mundial
  - Frente Ativista Lituana
  - Exército de Libertação da Lituânia
  - Irmãos da Floresta

### Luxemburgo
- Resistência Luxemburguesa

### Malásia
- Movimento de resistência malaio

### Moldávia
- Resistência da Moldávia durante a Segunda Guerra Mundial

### Noruega
- Movimento de resistência norueguês
  - Milorg
  - Nortraship
  - Empresa Independente Norueguesa 1 (Kompani Linge)
  - Grupo Osvald
  - XU

### Filipinas
- Movimento de resistência filipino
  - Guerrilhas Aliadas (composto por tropas não rendidas da USAFFE, incluindo civis filipinos).[56]
  - Movimento de resistência muçulmana Moro
  - Hukbalahap

### Polônia
- Movimento de resistência polonês
  - Armia Krajowa (Exército da Pátria)
  - Armia Ludowa (Exército Popular [procurador soviético])
  - Bataliony Chłopskie (Batalhões de Agricultores – apolíticos, ênfase na propriedade privada)
  - Soldados Amaldiçoados (anticomunista)
  - Gwardia Ludowa (Guarda Popular [procurador soviético])
  - Gwardia Ludowa WRN (A Guarda Popular Liberdade Igualdade Independência - corrente dominante do Partido Socialista Polonês clandestino, progressista, anti-nazista e anti-soviético)
  - Leśni (vários "povos da floresta")
  - Narodowe Siły Zbrojne (Forças Armadas Nacionais – Anti-Nazi, Anti-Comunista)
  - Estado Secreto Polaco
  - Żydowska Organizacja Bojowa (ŻOB, Organização de Combate Judaica na Polônia)
  - Żydowski Związek Walki (ŻZW, União Lutadora Judaica na Polônia)

### Rússia
- Movimento colaboracionista russo pró-nazista alemão
  - Partisans anti-soviéticos
  - Comitê para a Libertação dos Povos da Rússia (Movimento de resistência colaboracionista alemão pró-nazista russo)
    - Exército Russo de Libertação

  - Operação GULAG
  - República de Lokot
  - Partido Fascista Russo
  - Movimento de Libertação Russa
  - União para a Luta pela Libertação dos Povos da Rússia
  - Membros do movimento branco em círculos pró-nazistas

### Singapura
- Dalforce
- Força 136

### Eslováquia
- Movimento de resistência eslovaco

### União Soviética
- Partisans Soviéticos
  - Partisans soviéticos bielorrussos
  - Partisans soviéticos na Estônia
  - Partisans soviéticos na Letônia
  - Partisans soviéticos da Moldávia
  - Partisans soviéticos na Finlândia
  - Partisans soviéticos na Polônia
  - Jovem Guarda (resistência soviética)

### Tailândia
- Movimento de resistência tailandês

### Etiópia
- Movimento de resistência etíope

- Movimento de resistência Tigrayan (anti-Etíope)

### Ucrânia
- Exército Insurreto Ucraniano (movimento de resistência anti-alemão, anti-soviético e anti-polonês)
- Exército Revolucionário Popular Ucraniano (movimento de resistência anti-alemão, anti-soviético e anti-polonês)

### Vietnã
- Việt Minh (Organização de resistência vietnamita que lutou contra a França de Vichy e os japoneses, e mais tarde contra a tentativa francesa de reocupar o Vietnã)

### Iugoslávia
- Ustaše – Movimento de resistência nacionalista e fascista croata contra o Reino da Iugoslávia/Chetniks e comunistas iugoslavos
  - Cruzados  – Movimento de guerrilha croata Ustaše lutando contra as forças comunistas iugoslavas

- Movimento de resistência iugoslavo
  - Partisans Iugoslavos (Exército de Libertação Popular - movimento de resistência anti-Eixo antifascista liderado por comunistas iugoslavos pró-soviéticos e movimento de resistência anti-monarquista anti-Chetniks)
    - Partisans Croatas
    - Partisans Macedônios
    - Partisans Sérvios
    - Partisans Eslovenos

  - Chetniks (Exército Iugoslavo na Pátria - movimento de resistência dos partidários liderados pelos comunistas anti-albaneses, anti-Eixo, antinazistas alemães, anti-croatas Ustaše, anti-albaneses e anti-iugoslavos)[57]
    - Guarda Azul – Chetniks eslovenos

  - TIGR (Movimento de resistência anti-italiano esloveno e croata, ativo entre 1927 e 1941. Gradualmente absorvido pelos partidários iugoslavos durante a Segunda Guerra Mundial.)[58][59]

## Indivíduos notáveis
- Josip Broz Tito
- Charles De Gaulle
- Koča Popović
- Sava Kovačević
- Giorgio Amendola
- Tuvia Bielski
- Mordechaj Anielewicz
- Dawid Apfelbaum
- Yitzhak Arad
- Walter Audisio
- Georges Bidault
- Alexander Bogen
- Dietrich Bonhoeffer
- Tadeusz Bor-Komorowski
- Petr Braiko
- Pierre Brossolette
- Masha Bruskina
- Taras Bulba-Borovets
- Alexander Chekalin
- Danielle Casanova
- Marek Edelman
- Henri Honoré d'Estienne d'Orves
- D'Arcy Osborne, 12º Duque de Leeds
- Paul Eluard
- Oleksiy Fedorov
- Manolis Glezos
- Marianne Golz
- Stefan Grot-Rowecki
- Jens Christian Hauge
- Aris Velouchiotis
- Enver Hoxha
- Khasan Israilov
- Jan Karski
- Stanisław Aronson
- Vassili Kononov
- Oleg Koshevoy
- Zoya Kosmodemyanskaya
- Sydir Kovpak
- Nikolai Kuznetsov
- Albert Kwok
- Hans Litten
- Abbé Pierre
- Martin Linge
- Luigi Longo
- Zivia Lubetkin
- Juozas Lukša
- Pavel Luspekayev
- Max Manus
- Pyotr Masherov
- Ho Chi Minh
- Kim Ku
- Lee Bong-chang
- Yun Bong-gil
- Mustapha bin Harun
- Ma Benzhai (zh:馬本齋)
- Missak Manouchian
- Jean Moulin
- Omar Mukhtar
- Otomars Oškalns
- Ferruccio Parri
- Alexander Pechersky
- Motiejus Pečiulionis (lt)
- Salipada Pendatun
- Chin Peng
- Sandro Pertini
- Gumbay Piang
- Witold Pilecki
- Christian Pineau
- Panteleimon Ponomarenko
- Zinaida Portnova
- Lepa Radić
- Adolfas Ramanauskas
- Semyon Rudniev
- Alexander Saburov
- Hannie Schaft
- Pierre Schunck
- Sophie Scholl
- Baron Jean de Selys Longchamps
- Roman Shukhevych
- Henk Sneevliet
- Arturs Sproģis
- Ilya Starinov
- Claus von Stauffenberg
- Imants Sudmalis
- Ramon Magsaysay
- Gunnar Sønsteby
- Luis Taruc
- Palmiro Togliatti
- Aris Velouchiotis
- Pyotr Vershigora
- Nancy Wake
- Napoleon Zervas
- Henri Giraud
- Romain Gary
- Simcha Zorin
- Jonas Žemaitis
- Kaji Wataru
- Sanzo Nosaka
- Gijs van Hall
- Walraven van Hall
- Erik Hazelhoff Roelfzema
- Velimir Đurić
- Yitzhak Zuckerman
- Mordecai Anielewicz

## Documentários
- Confusion was their business da série da BBC Secrets of World War II é um documentário sobre o SOE (Executivo de Operações Especiais) e suas operações
- The Real Heroes of Telemark é um livro e documentário do especialista em sobrevivência Ray Mears sobre a sabotagem norueguesa do programa nuclear alemão (sabotagem norueguesa de água pesada)
- Making Choices: The Dutch Resistance during World War II (2005) Este premiado documentário de uma hora conta as histórias de quatro participantes da Resistência Holandesa e os milagres que os salvaram da morte certa nas mãos dos nazistas.

## Dramatizações
- 'Alô 'Alô! (1982–1992) uma Sitcom sobre o movimento de resistência francês (uma paródia de Exército Secreto)
- L'Armée des ombres (1969) batalhas internas e externas da resistência francesa. Dirigido por Jean-Pierre Melville
- Bitka na Neretvi (1969) é um filme que retrata eventos ocorridos durante a Quarta Ofensiva Antipartidária (Fall Weiss), também conhecida como A Batalha pelos Feridos.
- Zwartboek (2006) retrata cruzes duplas e triplas entre a Resistência Holandesa
- Bonhoeffer (estreia em 2004 no Acacia Theatre) é uma peça sobre Dietrich Bonhoeffer, um pastor da Igreja Confessante executado por sua participação na resistência alemã.
- Boško Buha (1978) conta a história de um menino que aos 15 anos conseguiu entrar nas fileiras partidárias e se tornou lendário por seu talento em destruir bunkers inimigos.
- Charlotte Gray (2001) – pensado para ser baseado em Nancy Wake
- Chetniks! The Fighting Guerrillas (1943) - filme de guerra sobre o líder chetniks sérvio Draza Mihailovic e sua luta antinazista na Iugoslávia, feito pela Twentieth Century Fox.
- Idi i Smotri (1985) é um filme soviético sobre os guerrilheiros na Bielo-Rússia, bem como sobre os crimes de guerra cometidos pelas várias facções da guerra.
- Defiance (2008) conta a história dos guerrilheiros Bielski, um grupo de combatentes da resistência judaica que opera na Bielorrússia.
- Flame & Citron (2008) é um filme baseado em dois combatentes da resistência dinamarquesa que faziam parte do Holger Danske (grupo de resistência).
- Le quattro giornate di Napoli (1962) é um filme baseado na revolta popular contra as forças alemãs que ocupam a cidade italiana de Nápoles.
- A Generation (1955) (polonês) dois jovens envolvidos na resistência por GL
- The Heroes of Telemark (1965) é vagamente baseado na sabotagem norueguesa do programa nuclear alemão (o posterior Real Heroes of Telemark é mais preciso)
- Het meisje met het rode haar (1982) (holandês) é sobre a lutadora da resistência holandesa Hannie Schaft
- Kanał (1956) (polonês) primeiro filme a retratar a Revolta de Varsóvia
- The Longest Day (1962) apresenta cenas das operações de resistência durante a Operação Overlord
- Rappresaglia (1973) é baseado em uma história verídica sobre a retaliação nazista após um ataque da resistência em Roma
- My Opposition: the Diaries of Friedrich Kellner (2007) é um filme canadense sobre o inspetor de justiça Friedrich Kellner de Laubach, que desafiou os nazistas antes e durante a guerra.
- Resistance (2003): filme baseado em um livro homônimo de 1995 de Anita Shreve . A trama gira em torno de um piloto americano abatido que é protegido pela resistência belga.
- Secret Army (1977) uma série de televisão sobre o movimento de resistência belga, baseada em acontecimentos reais
- Sea Of Blood (1971), uma ópera norte-coreana que retrata a resistência antijaponesa
- Soldaat van Oranje (1977) (holandês) é sobre alguns estudantes holandeses que entram na resistência em cooperação com a Inglaterra
- Sophie Scholl – Die letzten Tage (2005) é sobre os últimos dias da vida de Sophie Scholl
- Stärker als die Nacht (1954) (Alemanha Oriental) segue a história de um grupo de combatentes da resistência comunista alemã
- Sutjeska (1973) é um filme baseado nos acontecimentos ocorridos durante a Quinta Ofensiva Antipartidária ( Fall Schwartz )
- Winter in Wartime, adaptação de 2008 do romance de Jan Terlouw de 1972, sobre um jovem holandês cujos favores aos membros da Resistência Holandesa durante o último inverno da Segunda Guerra Mundial tiveram um impacto devastador em sua família
- The Resistance Banker Bankier van het verzet (filme), é um filme dramático holandês do período da Segunda Guerra Mundial de 2018, dirigido por Joram Lürsen. O filme é baseado na vida do banqueiro Walraven van Hall, que financiou a resistência holandesa durante a Segunda Guerra Mundial.